# وصال (فلم)
وصال  هو فيلم مغربي من إخراج حكيم القبابي سنة 2015، وبطولة كل من ياسين أحجام، آمال صقر، عبد السلام البوحسيني، وآخرون.

## القصة
تدور أحداث الفيلم حول حكاية زوجين حديثي العلاقة الزوجية، حيث يشتغل «يحيا» مدرسا بينما تعمل زوجه «وصال» في المصالح البلدية. تتزعزع العلاقة الزوجية بتدخل عنصر ثالث عبر مكالمات هاتفية يستقبلها الزوج، تتهم الزوجة «وصال» بالخيانة وتهين علاقتهما الزوجية، مما دفع بالزوج «يحيا» إلى تعقب زوجته والشك فيها. تبدء حينئذ لعبة استفزاز نفسي تزيد الوضعية تعقيدا وتظهر من خلالها شخصية «وصال» الغامضة. 